# Eois guapa
Eois guapa là một loài bướm đêm trong họ Geometridae.